# Takekazu Suzuki
Takekazu Suzuki (jap. 鈴木 武一 Suzuki Takekazu; ur. 8 kwietnia 1956) – japoński piłkarz występujący na pozycji pomocnika.

## Kariera piłkarska
Od 1976 do 1995 roku występował w klubach Yomiuri i Brummell Sendai.

## Kariera trenerska
Po zakończeniu piłkarskiej kariery pracował jako trener w Vegalta Sendai.